# إنسان روديسيا
إنسان روديسيا (الاسم العلمي: Homo rhodesiensis) هو اسم أنواع اقترح من قبل آرثر سميث وودوارد (1921) لتصنيف الكابوي 1 («جمجمة كابوي» أو «جمجمة بروكن هيل» أو «إنسان روديسيا») وهي حفرية من العصر الجليدي المتوسط عثر عليها في كهف في بروكن هيل أو كابوي في روديسيا الشمالية (زامبيا حالياً).
يعتبر أناسي روديسيا حالياً مرادفون لأناسي الهايدلبيرغ أو ربما نوع فرعي إفريقي لأناسي الهايدلبيرغ سينسو لاتو يُفهم على انه نوع متعدد الأشكال منتشر في جميع أنحاء إفريقيا وأوراسيا بمجموعة تمتد عبر البلاستوسين الأوسط. تم اقتراح تسميات أخرى مثل أناسي أركايكوس  والإنسان العاقل الأول [4]. اقترح وايت وآخرون (2003) بأن إنسان روديسيا هو سلف الإنسان العاقل الأول. تم اقتراح اشتقاق الإنسان العاقل الأول من إنسان روديسيا ولكن اعاق ذلك فجوة أحفورية تمتد إلى 260-400 ألف عام.

## الحفريات
ظهر عدد من البقايا الأحفورية القابلة للمقارنة من الناحية الشكلية في شرق إفريقيا (بودو، ندوتو، إياسي، إليريت) وشمال إفريقيا (سلا، الرباط، دار السلطان، جبل إيرهود، سيدي أبرهامان، تيجنيف) خلال القرن العشرين.
تم تعيين كابوي 1 الذي يسمى جمجمة بروكين هيل أو «إنسان روديسيا» من قبل آرثر سميث وودوارد على في عام 1921 كنوع من العينات لأناسيّ روديسيا، لا يعترف معظم العلماء بتصنيفه كإنسان روديسيا ويعتبرونه على أنه إنسان هايديلبيرغ.
تم اكتشاف الجمجمة في منطقة موي وا نسوفو في منجم للرصاص والزنك في بروكن هيل، روديسيا الشمالية (كابوي حالياً، زامبيا) في 17 يونيو من عام 1921 من قبل توم زويكلار وهو منجم سويسري. كما تم العثور على فك علوي وعجز وساق وشظايا فخذ تعود إلى شخص آخر وذلك بالإضافة إلى الجمجمة.
جمجمة بودو: تم اكتشاف الحفرية التي يعود عمرها إلى 600 ألف عام في عام 1976 من قبل أعضاء بعثة استكشافية بقيادة جون كلب في بودو دار في وادي نهر أواش في إثيوبيا. على الرغم من أن الجمجمة تشبه إلى حد كبير تلك الموجودة في كابوي إلا أنه قد تم إيقاف تسمية وودوارد ونسبها مكتشفوها إلى أناسي هايديلبيرغ. تنطوي الحفرية على ميزات تمثل الانتقال بين الإنسان العامل أو المنتصب إلى الإنسان العاقل.
جمجمة ندوتو  «القرود العليا من بحيرة ندوتو» في شمال تنزانيا والتي تعود إلى 400 ألف عام. صنفها آر جيه كلارك في عام 1976 على أنها تعود للإنسان المنتصب وتم اعتبارها على هذا النحو منذ ذلك الوقت على الرغم من أنه قد تم تعيين نقاط تشابه بينها وبين الإنسان العاقل.
بعد إجراء دراسات مقارنة على اكتشافات مماثلة من الجزء الإفريقي لأنواع إفريقية فقد اتضح أن نسبها إلى الأناسيّ العاقلين هو الأكثر ملائمة.
تشير التقديرات بأن السعة غير المباشرة للجمجمة حوالي 1100 مل. الملامح الشكلية للثلم الفوقي ووجود الناشزة القذالية كما اقترح من قبل فيليب رايتماير «يعطي جمجمة نتودو مظهر غير مشابه لجمجمة الإنسان المنتصب» ولكن أشار ستينغر في عام 1986 إلى أن التسمّك في العماد الحرقفي مميز للإنسان المنتصب. خلص كلارك في نشرة عام 1989 إلى أن: «تم تعيين ملامح الإنسان العاقل القديم على أساس التوسع الحاصل في مناطق دماغها الجدارية والقذالية».
خضعت جمجمة سالادانا التي اكتشفت في عام 1953 في جنوب إفريقيا إلى ثلاثة مراجعات تصنيفية على أقل تقدير وذلك من عام 1955 وحتى عام 1996.